# Barbara Mühlheim
Barbara Mühlheim (* 7. Mai 1959) ist eine Schweizer Politikerin (GLP). Sie ist seit dem 1. Juni 2006 Mitglied des Grossen Rats des Kantons Bern, wo sie die GLP-Fraktion in der Gesundheits- und Sozialkommission vertritt.
Während ihrer politischen Laufbahn wechselte sie von der SP über die GFL zur GLP.